# Boeing F/A-18
Die Boeing F/A-18E/F Super Hornet ist ein zweistrahliges, trägergestütztes Mehrzweckkampfflugzeug, das primär von der U.S. Navy eingesetzt wird. Sie ist eine um etwa 30 % größere und erheblich leistungsfähigere umfassende Neuentwicklung der F/A-18 Hornet. Begonnen wurde die Entwicklung der Super Hornet noch vom Hersteller McDonnell Douglas, der 1997 von Boeing übernommen wurde, das Flugzeug bis zur Serienreife entwickelte und seither herstellt. Das Modell ersetzte bei der US-Marine sowohl die F/A-18 Hornet als auch die Grumman F-14 Tomcat.
Die Bezeichnung „F“ steht für Jagdflugzeug (Fighter); der Buchstabe „A“ für Erd- oder Seekampfflugzeug (Attack).

## Geschichte und Entwicklung

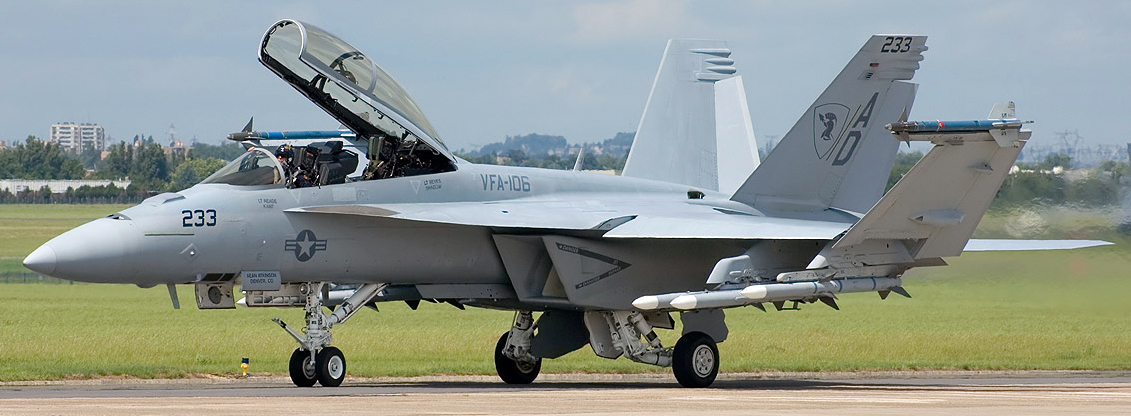
Eine F/A-18F Super Hornet auf der Pariser Luftfahrtschau

In den 1980er Jahren erhöhte die Regierung Reagan unter US-Präsident Ronald Reagan die Militärausgaben massiv, sodass viele neue und kostspielige Waffensysteme entwickelt werden konnten. Die US-Marine suchte damals einen Ersatz für ihre F-4 Phantom II und A-6 Intruder sowie eventuell auch für die F-14 Tomcat. So wurde die Entwicklung eines Jagdbombers mit umfassenden Tarnkappeneigenschaften begonnen. Er sollte von General Dynamics und McDonnell Douglas hergestellt werden und war als Delta-Nurflügler ausgelegt. Die Bezeichnung lautete A-12 Avenger II. Nach deutlichen Kostenüberschreitungen und vielfältigen Entwicklungsproblemen wurde das Programm Anfang 1991 aber eingestellt.
Als Alternativen rückten nun eine verbesserte F-14D Tomcat oder eine modernisierte F/A-18C/D Hornet in den Fokus. Die neuen Typen wurden zuerst als Super Tomcat bzw. Hornet II bezeichnet. Eigentlich sollte es zu einem üblichen Wettbewerb der zwei Prototypen kommen, jedoch kam es durch die „Tailhook“-Versammlung der Marinepiloten im September 1991 zu einem schweren politischen Skandal (→ Tailhook-Skandal), der viele hohe Offiziere zum Rücktritt zwang. Die anschließenden Neubesetzungen in den oberen Rängen der Marine ergaben eine deutliche Mehrheit für die Hornet II, sodass diese ohne Vergleichsfliegen mit der Super Tomcat zur Nachfolgerin der gescheiterten A-12 Avenger II erklärt wurde.
Im Juni 1992 erhielt McDonnell Douglas dann den Auftrag, sieben Vorserienexemplare zu produzieren. Das erste dieser Flugzeuge verließ die Werkshallen in St. Louis am 19. September 1995, der Erstflug fand im November 1995 statt. Im November 1999 wurden die ersten Serienflugzeuge an die Marine ausgeliefert. Im September 2001 wurde die Super Hornet offiziell in Dienst gestellt (Initial Operating Capability). Am 24. Juli 2009 lieferte Boeing die 400. Super Hornet an die Navy aus.
Vor dem Hintergrund der verzögerten Einführung des F-35C plante die US-Marine (USN) für den Zeitraum zwischen 2016 und 2018 die Beschaffung von 24 bis 36 weiteren Super Hornets. Andernfalls würden der USN im Zeitraum zwischen 2020 und 2025 etwa 140 Jagdflugzeuge fehlen. Parallel hierzu sollte die ältere F/A-18C modernisiert werden, um die zur Verfügung stehenden Flugstunden von 6.000 auf 10.000 zu erhöhen. Der Befehlshaber der Fliegerkräfte der USN, Rear Admiral Michael C. Manazir, äußerte am 2. November 2015 die Vermutung, dass die USN noch bis 2040 auf die Dienste der F/A-18E/F angewiesen sein könnte.
Es war vorgesehen, dass die Blue Angels in den Jahren 2021 und 2022 von den F/A-18A- und B-Versionen Hornet auf 9 Boeing F/A-18E und 2 F/A-18F Super Hornet wechseln. Sämtliche Jets sind für die Verwendung in der Staffel nur gering verändert: Neben dem Ausbau der M61-Vulcan-Maschinenkanone, um Platz für den Paraffinöltank zu schaffen, wird die Funktion des Steuerknüppels verbessert, um damit die Kontrolle während des Überkopffluges zu optimieren. Das in die laufenden Triebwerke eingespritzte Paraffinöl dient der Erzeugung einer Rauchspur hinter den Flugzeugen, die den Zuschauern die Verfolgung der Flugwege erleichtert und den Piloten die Position eines sich nähernden Flugzeugs besser sichtbar macht. Jedes der Flugzeuge der Blue Angels ist grundsätzlich kampftauglich. Nach kleineren Umbauarbeiten sowie einer neuen Lackierung könnte jeder Jet innerhalb von 72 Stunden im Kampfeinsatz verwendet werden.

## Konstruktion und Technik

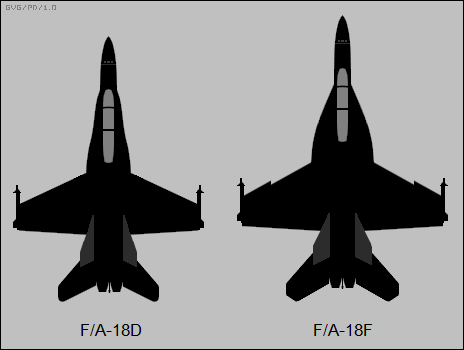
Vergleich der Tragflächengrundrisse von F/A-18D und F/A-18F

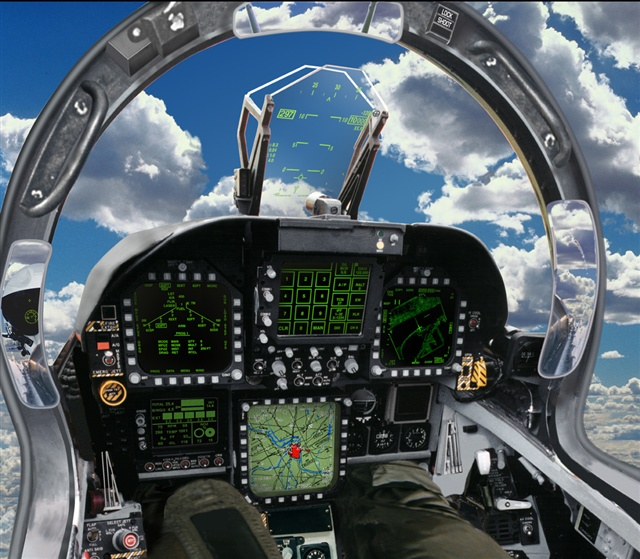
Das Cockpit der F/A-18E/F Super Hornet (Computermodell, Stand 2006). Der Block III hat einen WAD anstatt 3 MFDs.

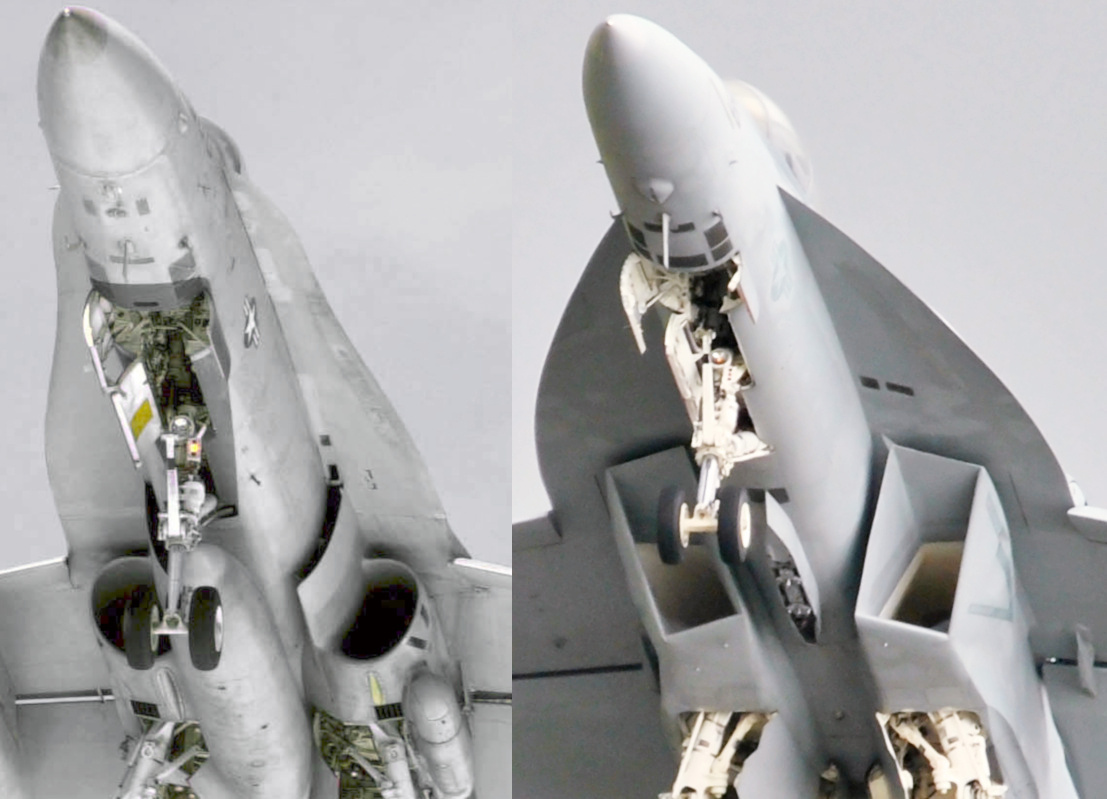
Vergleich der Triebwerkseinläufe von Hornet (links) und Super Hornet

### Unterschiede zwischenHornetundSuper Hornet
Die Flugzeugzelle der Super Hornet ist wesentlich größer als die der Hornet. So sind die Tragflächen 25 % größer, die Triebwerke (zwei F414-GE-400) liefern 35 % mehr Schub und die Kraftstofftanks wurden um 33 % vergrößert. Ziel dieser Maßnahmen war vor allem die Erhöhung der Reichweite, die der Hauptkritikpunkt an der Hornet war, sowie des Landegewichts, da die Hornet nicht mit vollen Abwurftanks oder Bombenlast auf einem Flugzeugträger landen konnte. Hierdurch konnte der Einsatzradius um etwa 40 % vergrößert und bis zu 60 % mehr Nutzlast wieder zum Träger zurückgebracht werden (maximal 4.080 kg). Besondere Erkennungsmerkmale der Super Hornet sind die rautenförmigen Lufteinlässe und die deutlich größeren Strakes.
Es wurden außerdem alle modernen Waffen und externen Navigations-/Zielbeleuchtungs-Pods der US-Marine integriert und zwei zusätzliche Waffenstationen verbaut. Des Weiteren wurden die Selbstverteidigungssysteme auf den neuesten Stand gebracht (AN/ALQ-165, AN/ALR-67(V)2, AN/ALE-47 und AN/ALE-50) und ein neues IFF-System vom Typ AN/APX-111 installiert. Trotzdem sind 90 % der wartungskritischen Teile identisch mit denen der Hornet. Im Cockpit wurden die CRT-MFDs durch größere und farbige LCDs ersetzt. Unter dem HUD befindet sich nun ein Touchscreen, die analogen Anzeigen für die Triebwerke und das Treibstoffsystem wurden durch zwei monochrome LCD-Bildschirme abgelöst. Außerdem wurde der Schleudersitz durch ein neues Modell (SJU-5/6) ersetzt. Ein neues Energiesystem steigert die verfügbare elektrische Leistung gegenüber der F/A-18C/D um 60 %.
Bei der Super Hornet wurde auch Wert auf eine geringere Radarsignatur gelegt. Am deutlichsten ist dies an den neuen Lufteinlässen zu erkennen. Der Aufbau ähnelt dem Konzept, das bei der F-22 Raptor verwendet wurde und reduziert den Radarquerschnitt durch die Rautenform und durch die umfassende Abschirmung der Triebwerks-Schaufeln, die sonst ein erhebliches Radarecho produziert hätten. Außerdem wird so die Identifizierung der Maschine durch den Gegner verhindert, wenn dessen Radar über einen konventionellen NCTI-Betriebsmodus verfügt, der Flugzeugtypen anhand der speziellen Echomuster ihrer Triebwerke erkennen kann. Es wurden auch mehr radarabsorbierende Materialien (RAM) verwendet als bei der F/A-18C/D. Die Oberfläche wurde allgemein mit mehr Sorgfalt im Hinblick auf die Radarsignatur gestaltet. Des Weiteren sind einige Wartungsklappen mit einem Sägezahnmuster versehen, was zusammen mit gleichwinklig angeordneten Strukturübergängen, Kanten und externen Antennen zu einer weiteren Verminderung des Radarechos führt.
Im Februar 2023 kündigte Boeing Pläne an, die Produktion der Super Hornet im Jahr 2025 einzustellen.

### Upgrades

#### Block II

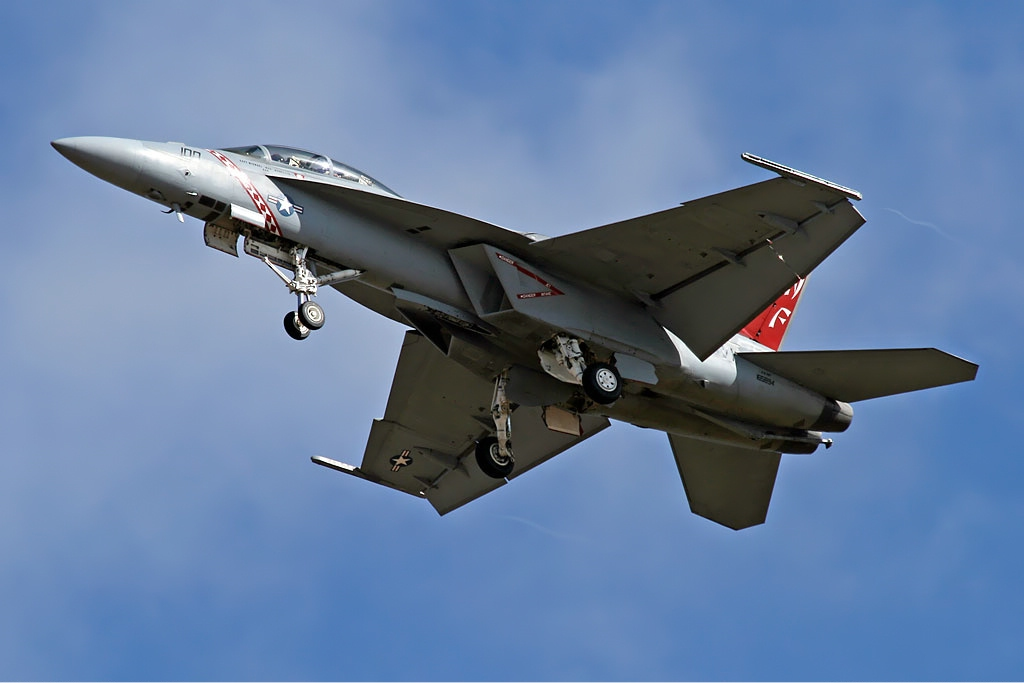
Eine F/A-18F auf dem Avalon Airport, 2007

Bei diesem Upgrade wurde vor allem die Avionik umfassend modernisiert. Das AN/APG-73-Radar wird durch das deutlich leistungsfähigere AN/APG-79 abgelöst. Es basiert auf der AESA-Technologie, die im Vergleich zu konventionellen Radaren deutlich bessere Reichweite, Zuverlässigkeit, elektronische Schutzmaßnahmen und Mehrfachzielbekämpfung aufweist. Es besitzt insgesamt 1100 Transmitter und verfügt über LPI-Eigenschaften. Gegenüber einem Ziel mit einem Radarquerschnitt (RCS) von einem Quadratmeter erzielt es eine Reichweite von etwa 125 km. Von den insgesamt geplanten 552 Super Hornets sollen 415 Stück mit diesem Radar ausgestattet werden, wobei Block-I-Maschinen entsprechend nachgerüstet werden. Auch die defensiven EloKa-Kapazitäten wurden erheblich erweitert. So kommt nun die verbesserte (V)3-Ausführung des AN/ALR-67-Radarwarngerätes zum Einsatz, kombiniert mit dem neuen EloGM-System AN/ALQ-214, in das der neue Schleppköder AN/ALE-50 oder -55 integriert ist. Des Weiteren kann nun auch der neu entwickelte Zielerfassungs- und Zielbeleuchterbehälter AN/ASQ-228 Advanced Targeting Forward-Looking Infrared (ATFLIR) verwendet werden. Zur Luftaufklärung steht der Raytheon SHAred Reconnaissance Pod (SHARP)-Aufklärungsbehälter zur Verfügung, der die gewonnenen Bilddaten sowohl direkt im Cockpit anzeigen oder digital speichern und per Datenfunk an eine Bodenstation senden kann. Auch im Cockpitbereich wurden Modifikationen vorgenommen. Das hintere Cockpit des Waffensystemoffiziers (WSO) wurde neu entworfen und enthält nun einen 20 × 25 cm großen Bildschirm für die taktische Lage. Um bessere Leistungen im Luftnahkampf zu erzielen, bekommen der Pilot und der WSO den neuen JHMCS-Helm. Es wurden außerdem neue Prozessoren eingebaut und viele Netzwerkverbindungen werden nun mittels Lichtwellenleiter hergestellt.
Die erste Block-II-Maschine wurde am 21. April 2005 ausgeliefert und bis Anfang 2007 stieg diese Zahl auf elf Stück. In Zukunft soll noch ein dediziertes IRST-Infrarotsystem zur besseren Erfassung von Luftzielen zum Einsatz kommen, wobei Lockheed Martin am 2. Juli 2007 einen Fertigungsauftrag über 150 Geräte erhielt. Das gesamte System wird in die Spitze eines 440-Gallonen-Abwurftanks integriert, wobei dessen Kapazität hierdurch auf 330 Gallonen (≈1250 Liter) sinkt. Das System wird als „Block II IRST“ in den Block-III-Maschinen Anwendung finden.
General Electric stellte mit der Zeit verschiedene Weiterentwicklungen der F414-Triebwerke vor. Die Version Enhanced Durability Engine (EDE), Enhanced Performance Engine (EPE) und Increased Performance Engine (IPE) sind dabei größere Modifikation, wobei nur die EPE-Variante bisher zur Serienreife entwickelt worden ist. Diese steht seit Anfang 2009 zur Nachrüstung zur Verfügung und erreicht bis zu 118,36 kN Schub (mit Nachverbrennung).

#### Block III
Das Upgrade auf Block III wurde 2017 beschlossen und umfasst alle Flugzeuge mit mehr als 6000 Flugstunden. Das Upgrade umfasst unter anderem neue Conformal Fuel Tanks (CFT) unter den Flügeln und auf dem Rumpfrücken für eine erhöhte Reichweite. Neu ist auch der TTNT-Datenlink („Tactical Targeting Network Technology“) für die Kommunikation mit EA-18G und Grumman E-2. Dabei wird ein Breitbandnetz zwischen den Maschinen erstellt, um gemeinsame Aufnahme und Verarbeitung verschiedener Sensoren zu ermöglichen. Diese werden verwendet, um zum Beispiel Zielparameter für gelenkte Waffen präzise zu sammeln.
Block III integriert auch ein neues Cockpitsystem, bisher wurde eine solche Maschine an Kuwait im Jahr 2019 und ein Testflugzeug der US Navy ab Ende 2019 damit ausgerüstet. Die Upgrades sollten 2020 mit Wartungsarbeiten an den übrigen Flugzeugen ausgeliefert werden. Für die Instrumentenanzeige wird nunmehr ein einziges großes 19-Zoll-LC-Display verwendet, welches der Pilot selbst konfigurieren kann. Dies ermöglicht eine bessere Sicht auf die Anzeigen und Lagebilder. Hinzu kommt ein kleineres HUD.
Es werden Verbesserungen was die Radarsignatur betrifft, vorgenommen. Das Flugwerk wird durch diverse strukturelle Verstärkungen für mindestens 10.000 Flugstunden ausgelegt.

## EA-18G Growler

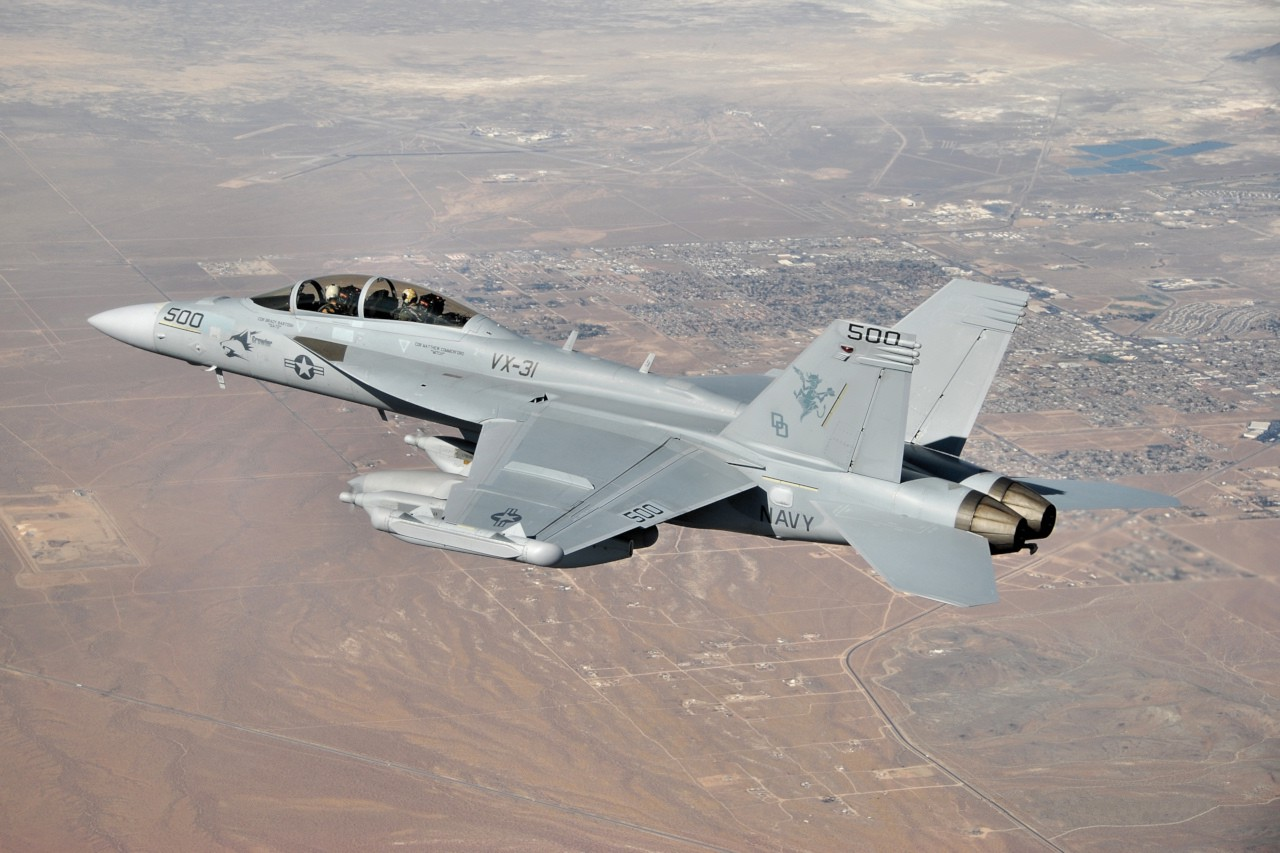
Testflug einer EA-18G „Growler“

Die EA-18G Growler ist eine EloKa-Variante der zweisitzigen F/A-18F Super Hornet, die bei der US-Marine die EA-6B Prowler ersetzt. Der primäre Unterschied zur Basisversion ist die Adaption der von Northrop Grumman hergestellten EloKa-Systeme AN/ALQ-99 und AN/ALQ-218. Die Serienproduktion der EA-18G begann 2007, seit 2009 befindet sie sich im aktiven Dienst der U.S. Navy, die insgesamt 114 Growlers anschaffen will. Den ersten Einsatz absolvierten die Maschinen 2011 über Libyen im Rahmen der Operation Odyssey Dawn.

## Technische Daten
| Kenngröße                | Daten                                                                               |
| ------------------------ | ----------------------------------------------------------------------------------- |

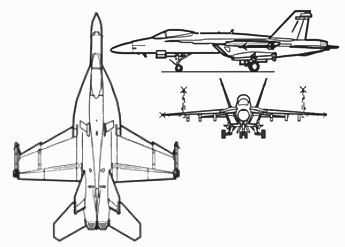
Boeing F/A-18

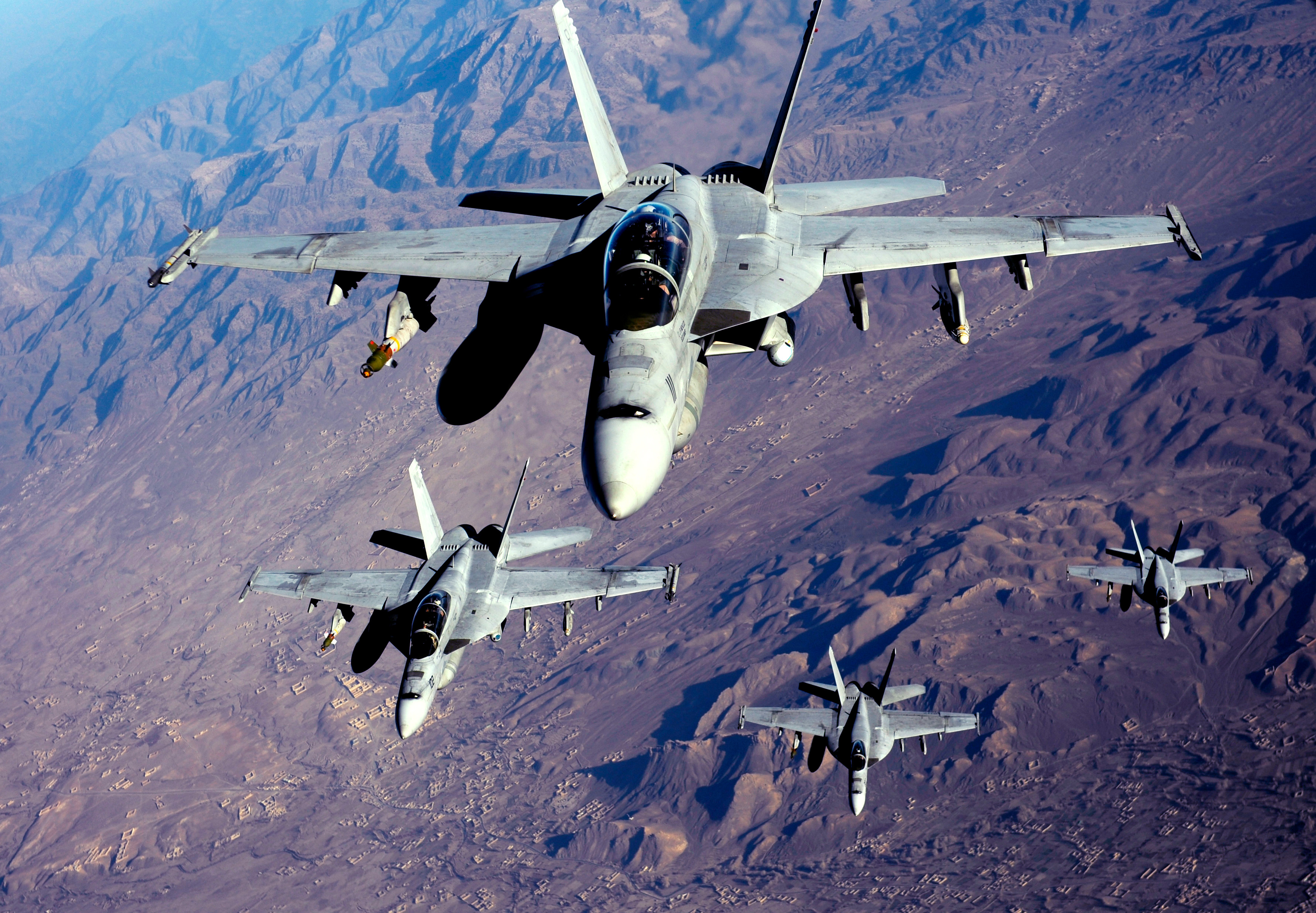
Super Hornets über Afghanistan

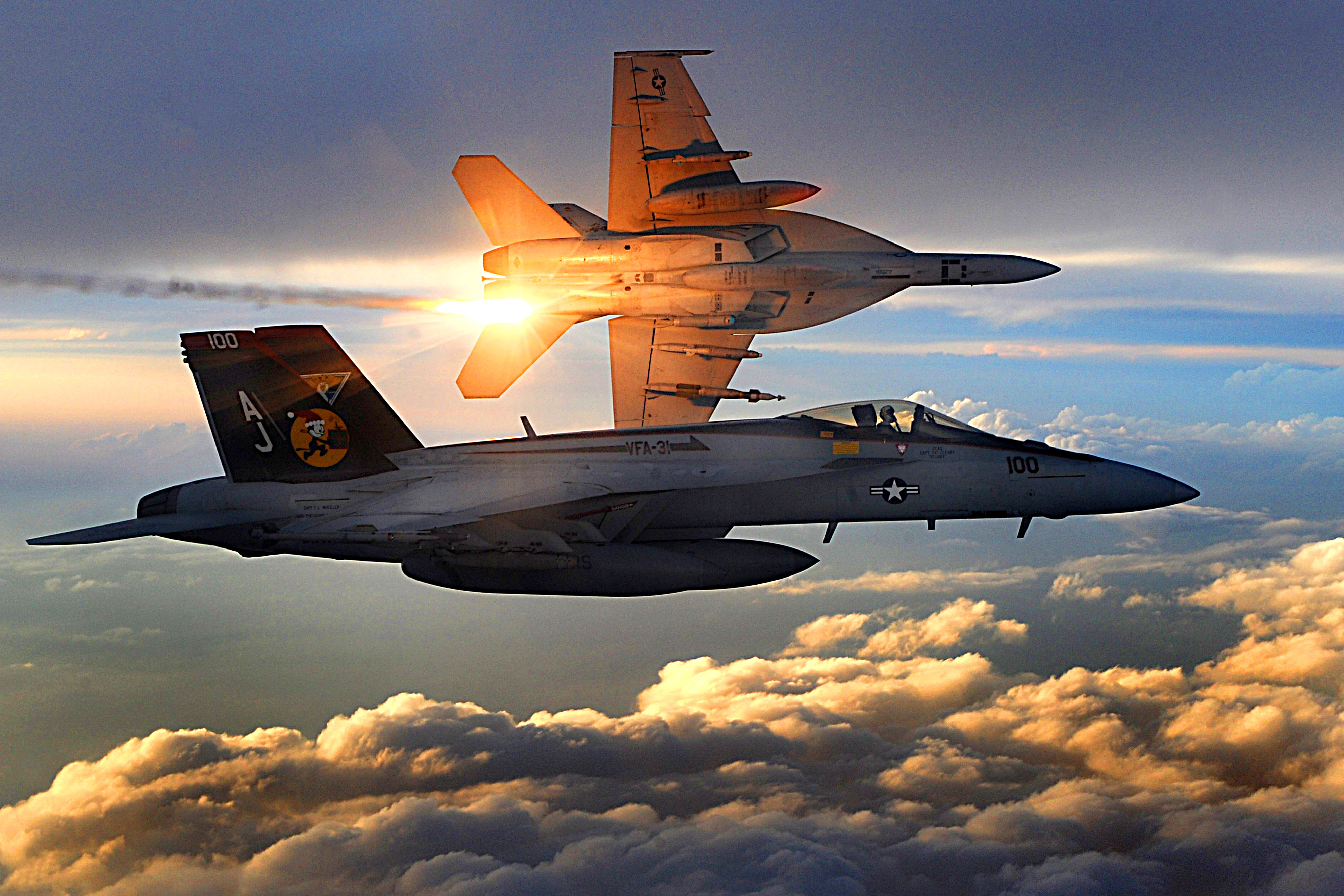
Zwei F/A-18E Super Hornet der VFA-31, 2008

| Besatzung                | - E-Modell: Pilot - F-Modell: Pilot, Waffensystemoffizier                           |
| Höchstgeschwindigkeit    | 1.915 km/h                                                                          |
| Länge                    | 18,32 m                                                                             |
| Spannweite               | - 13,63 m - 9,32 m (hochgeklappt)                                                   |
| Höhe                     | 4,88 m                                                                              |
| Flügelfläche             | 46,45 m²                                                                            |
| Flügelstreckung          | 4,0                                                                                 |
| Tragflächenbelastung     | 298 – 644 kg/m²                                                                     |
| Leermasse                | 13.864 kg                                                                           |
| normale Startmasse       | 21.320 kg                                                                           |
| max. Startmasse          | 29.937 kg                                                                           |
| max. Treibstoffkapazität | - E-Modell: 6.532 kg (intern) - F-Modell: 6.145 kg (intern)                         |
| Höchstgeschwindigkeit    | >Mach 1,82 (auf optimaler Höhe)                                                     |
| Dienstgipfelhöhe         | 15.240 m                                                                            |
| max. Steigrate           | 229 m/s                                                                             |
| Einsatzradius            | - 720 km a (2 × AIM-9 + 2 × AIM-120) - 1.065 km (Abfangjägerkonfiguration)          |
| Reichweite               | - 2.345 km (ohne Zusatztanks) - 3.055 km (Überführung; 3 Zusatztanks mit je 1800 l) |
| Ausdauer                 | 2 h 15 min b                                                                        |
| max. Waffenlast          | 8.030 kg                                                                            |
| Triebwerke               | zwei General Electric F414-GE-400-Turbofans                                         |
| Schubkraft               | - mit Nachbrenner: 2 × 97,86 kN - ohne Nachbrenner: 2 × 63,47 kN                    |
| Schub-Gewicht-Verhältnis | 0,67 – 1,44                                                                         |

### Bewaffnung / Beladung

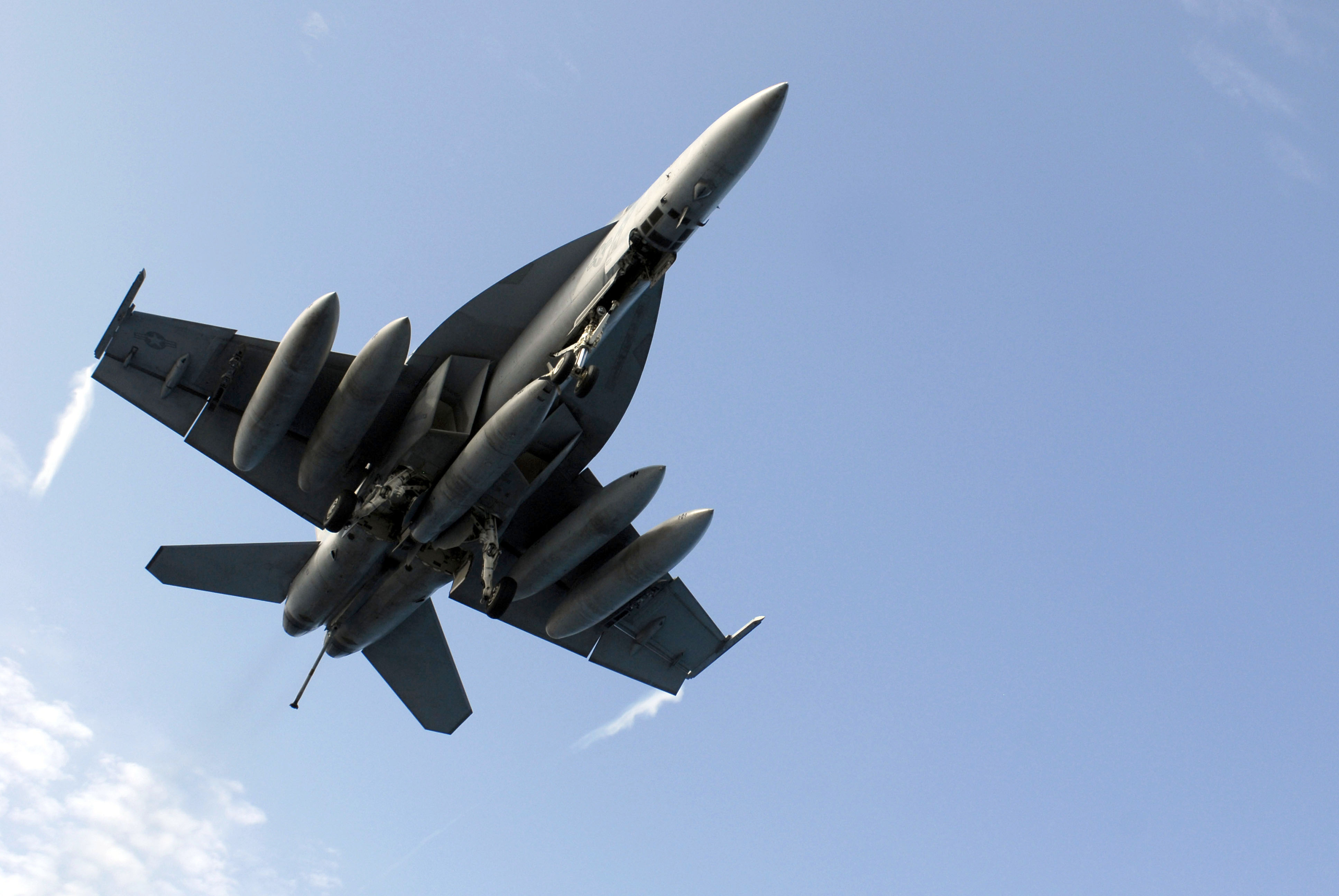
Eine F/A-18E mit vier Außentanks und einem Luftbetankungsbehälter

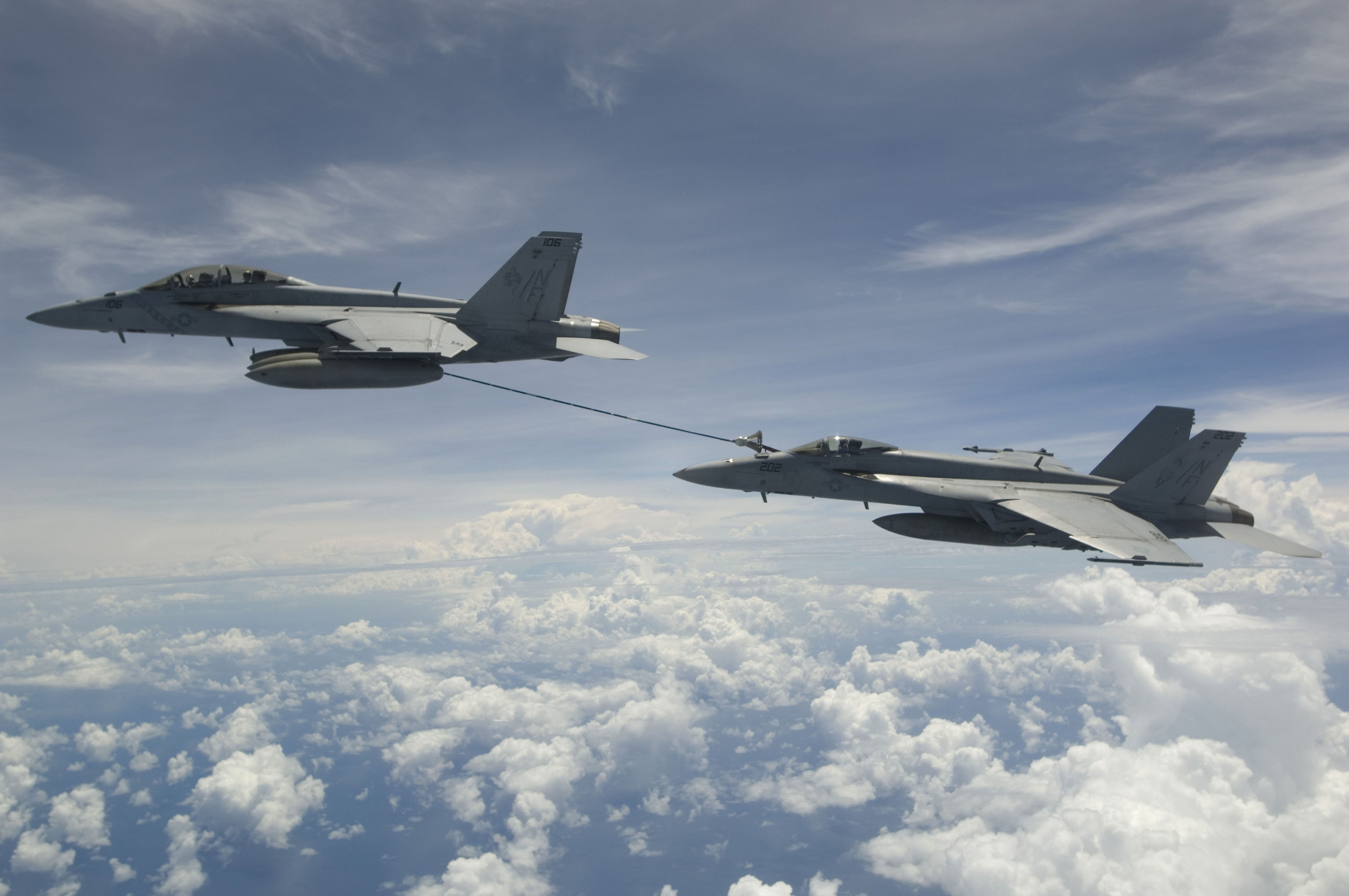
Luftbetankung einer Super Hornet

Die F/A-18E/F Super Hornet verfügt als Mehrzweckkampfflugzeug über eine breite Palette an kompatiblen Waffen, ähnlich der F-16. Dafür kann an 11 Waffenstationen bis zu 8.030 kg Zuladung mitgeführt werden. Des Weiteren verfügt die Super Hornet über eine interne Bordkanone M61A2 Vulcan mit 578 Schuss Munition. Die folgende Tabelle führt die verschiedenen Bewaffnungsoptionen auf. Die Nummerierung der Waffenstationen ist von links nach rechts zu lesen. Nummer 1/11 sind Stationen an den Tragflächenspitzen, Nummer 2/3/4/8/9/10 sind unter den Tragflächen angebracht und die Stationen 5/6/7 befinden sich am Flugzeugrumpf.
| Waffe                       | 1                        | 2                        | 3                        | 4                        | 5                        | 6                        | 7                        | 8                        | 9                        | 10                       | 11                       | Anmerkung                     |
| Luft-Luft-Lenkflugkörper    | Luft-Luft-Lenkflugkörper | Luft-Luft-Lenkflugkörper | Luft-Luft-Lenkflugkörper | Luft-Luft-Lenkflugkörper | Luft-Luft-Lenkflugkörper | Luft-Luft-Lenkflugkörper | Luft-Luft-Lenkflugkörper | Luft-Luft-Lenkflugkörper | Luft-Luft-Lenkflugkörper | Luft-Luft-Lenkflugkörper | Luft-Luft-Lenkflugkörper | Luft-Luft-Lenkflugkörper      |
| --------------------------- | ------------------------ | ------------------------ | ------------------------ | ------------------------ | ------------------------ | ------------------------ | ------------------------ | ------------------------ | ------------------------ | ------------------------ | ------------------------ | ----------------------------- |
| AIM-9 Sidewinder            | 1                        | 1                        | 2                        | 2                        | -                        | -                        | -                        | 2                        | 2                        | 1                        | 1                        |                               |
| AIM-7 Sparrow               | -                        | 1                        | 1                        | 1                        | 1                        | -                        | 1                        | 1                        | 1                        | 1                        | -                        |                               |
| AIM-120 AMRAAM              | -                        | 1                        | 2                        | 2                        | 1                        | -                        | 1                        | 2                        | 2                        | 1                        | -                        |                               |
| Luft-Boden-Lenkflugkörper   |                          |                          |                          |                          |                          |                          |                          |                          |                          |                          |                          |                               |
| AGM-65 Maverick             | -                        | 1                        | 1                        | 1                        | -                        | -                        | -                        | 1                        | 1                        | 1                        | -                        |                               |
| AGM-84 Harpoon              | -                        | -                        | 1                        | 1                        | -                        | -                        | -                        | 1                        | 1                        | -                        | -                        |                               |
| AGM-84H SLAM-ER             | -                        | -                        | 1                        | 1                        | -                        | -                        | -                        | 1                        | 1                        | -                        | -                        |                               |
| AGM-88 HARM                 | -                        | 1                        | 1                        | 1                        | -                        | -                        | -                        | 1                        | 1                        | 1                        | -                        |                               |
| AGM-154 JSOW                | -                        | -                        | 1                        | 1                        | -                        | -                        | -                        | 1                        | 1                        | -                        | -                        |                               |
| AGM-158 JASSM               | -                        | -                        | 1                        | 1                        | -                        | -                        | -                        | 1                        | 1                        | -                        | -                        |                               |
| AGM-158C LRASM              | -                        | -                        | 1                        | 1                        | -                        | -                        | -                        | 1                        | 1                        | -                        | -                        | Integration für 2019 geplant. |
| Luft-Boden-Freifallmunition |                          |                          |                          |                          |                          |                          |                          |                          |                          |                          |                          |                               |
| GBU-10/12/16                | -                        | 1                        | 2                        | 2                        | -                        | 1                        | -                        | 2                        | 2                        | 1                        | -                        |                               |
| GBU-24                      | -                        | -                        | 1                        | 1                        | -                        | -                        | -                        | 1                        | 1                        | -                        | -                        |                               |
| GBU-31/32/38 JDAM           | -                        | -                        | 1                        | 1                        | -                        | -                        | -                        | 1                        | 1                        | -                        | -                        |                               |
| Mark 82/83                  | -                        | 1                        | 2                        | 2                        | -                        | 1                        | -                        | 2                        | 2                        | 1                        | -                        |                               |
| Zusatzbehälter              |                          |                          |                          |                          |                          |                          |                          |                          |                          |                          |                          |                               |
| Abwurftank                  | -                        | -                        | 1                        | 1                        | -                        | 1                        | -                        | 1                        | 1                        | -                        | -                        |                               |
| Luftbetankungsbehälter      | -                        | -                        | -                        | -                        | -                        | 1                        | -                        | -                        | -                        | -                        | -                        |                               |

### EloKa-Systeme

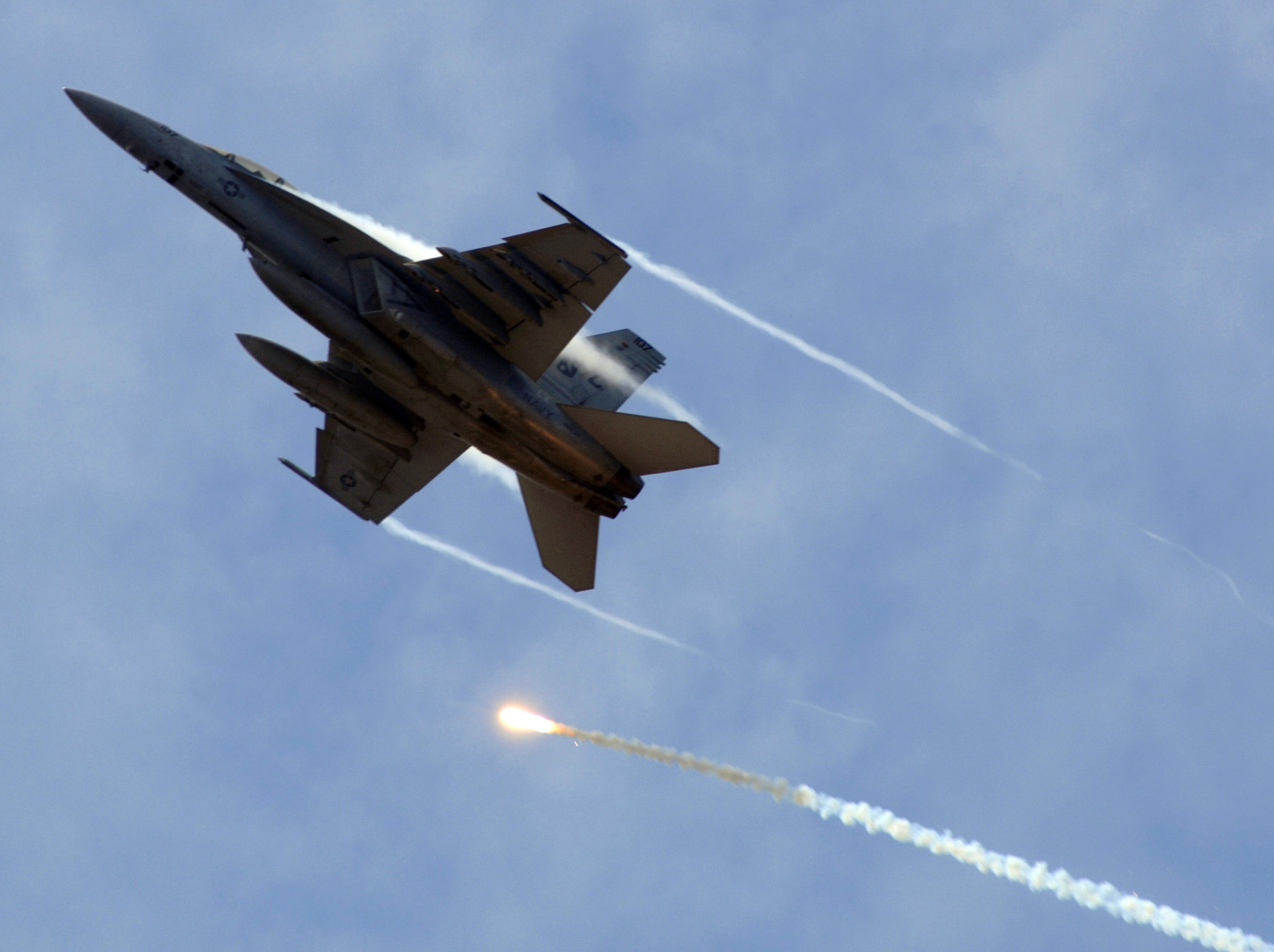
Eine F/A-18F stößt Flares aus

- Radarwarnsysteme
  - AN/ALR-67(V)2
  - AN/ALR-67(V)3

- Raketenwarnsysteme
  - AN/AAR-38
  - AN/AAR-57

- Täuschkörperwerfer
  - AN/ALE-40
  - AN/ALE-47
  - AN/ALE-50
  - AN/ALE-55

- Störsysteme
  - AN/ALQ-184
  - AN/ALQ-162
  - AN/ALQ-165
  - AN/ALQ-214

## Nutzer
Australien
Royal Australian Air Force: 24 F/A-18F
 Kuwait
Kuwaitische Luftstreitkräfte: 22 F/A-18E und 6 F/A-18F (2018 bestellt mit Option auf 12 Maschinen)
 Vereinigte Staaten
United States Navy: 608 Block II (322 F/A-18E und 286 F/A-18F)

### Andauernde Verhandlungen
Indien:
Indien hatte ab 2001 einen Bedarf an 126 Multi-Role Combat Aircraft ausgewiesen und ab 2009 sechs Flugzeugtypen erprobt. Die F/A-18 E/F Super Hornet schied mit der General Dynamics F-16 und der Saab 39E sowie der MiG-35 in der ersten Runde gegen Eurofighter und Dassault Rafale aus. Nach der Beschaffung von 36 Rafale bewarb sich Boeing um eine Beschaffung von 114 Flugzeugen für die Luftwaffe sowie um eine Beschaffung von 57 Flugzeugen für die Marine.

### Gescheiterte Verhandlungen
Brasilien:
Brasilien suchte seit Anfang 2008 im Rahmen des F-X2-Programms 36 bzw. langfristig 120 neue Kampfflugzeuge zum Ersatz der alternden Flotte aus Northrop F-5, AMX International AMX und gebraucht gekauften Mirage 2000, wobei Technologietransfer und teilweise Fertigung in Brasilien verlangt wurden. Die Rafale stand dabei zusammen mit der amerikanischen F/A-18E/F Super Hornet und der schwedischen Saab JAS 39 Gripen in der Endauswahl. Am 7. September 2009 wurde die Rafale als bevorzugter Bieter verkündet, ohne sich jedoch formell zu binden. Im Januar 2010, nach Vorliegen nachgebesserter Angebote, verkündete die Força Aérea Brasileira, dass die Gripen aufgrund der geringen Anschaffungs- und Betriebskosten sowie besserer Einbindung der brasilianischen Industrie das beste Angebot sei. Nach weiteren Verschiebungen fiel letztlich im Dezember 2013 die Entscheidung zugunsten der Saab Gripen NG.
 Finnland:
Die finnischen Streitkräfte beabsichtigen bis 2030 ihre McDonnell Douglas (jetzt zu Boeing gehörend) F/A-18 C/D Hornet auszumustern und durch neue Kampfflugzeuge zu ersetzen. Im Rahmen eines „HX Challenge“ genannten Testprogramms wurden vom 9. Januar bis 26. Februar 2020 fünf Kampfflugzeuge getestet. In der engeren Auswahl befanden sich die Typen JAS 39 Gripen E/F, Rafale, Eurofighter Typhoon, Lockheed Martin F-35 und Boeing F/A-18 E/F Super Hornet. Am 10. Dezember 2021 gab die Finnische Luftwaffe bekannt, sich für die F-35A entschieden zu haben. Am 11. Februar 2022 gab Finnland bekannt, sie bestellt zu haben.
 Deutschland:
Die F/A-18 E/F/G konnte sich zunächst zusammen mit weiteren Eurofightern als Ersatz der Tornados gegen die F-35 durchsetzen. Diese Entscheidung wurde aber am 14. März 2022 revidiert und die F-35A wurde ausgewählt. Eine der Aufgaben der F/A-18 E/F wäre das Tragen von US-Atomwaffen im Bereich nuklearer Teilhabe gewesen, dies ist nun der F-35 übertragen worden. Die EA-18G Growler sollten als Störflugzeuge eingesetzt werden. Jedoch wurde im März 2022 angesichts der durch den Krieg in der Ukraine veränderten politischen Lage mit akutem Handlungsbedarf kurzfristig im SPD-geführten Verteidigungsministerium eine definitive Entscheidung für 35 unmittelbar zur nuklearen Teilhabe einsatzfähige Jäger vom Typ F-35 getroffen. Für die elektronische Kampfführung soll demnach voraussichtlich auf weitere Eurofighter Typhoon zurückgegriffen werden. Diese müssen hierfür jedoch zunächst modifiziert werden.
 Schweiz:
Die Schweizer Luftwaffe plant nach erfolgter Abstimmung im September 2020 zur Gesamterneuerung der Luftwaffe zwischen 2025 und 2030 die Indienststellung von etwa 20 bis 40 neuen Kampfflugzeugen. Zu diesem Zweck wurden im Laufe des Jahres 2019 vier verschiedene Modelle getestet (Saab hatte sich aus der Evaluation zurückgezogen): F-35, Eurofighter, Dassault Rafale und Super Hornet. Am 30. Juni 2021 wurde die F-35 gewählt.
 Kanada:
Die F/A-18 E/F Super Hornet war einer von mehreren Kandidaten als Ersatz für die F/A-18A und F/A-18B der Kanadischen Luftwaffe. Da der Eurofighter Typhoon und die Dassault Rafale nicht mit dem Datenlinksystem des NORAD kompatibel sind, schieden sie gegen die F-35, JAS 39 Gripen E/F und die Super Hornet aus. Im März 2022 fiel die Entscheidung zugunsten der F-35A.